# Earinus jezoensis
Earinus jezoensis är en stekelart som beskrevs av Watanabe 1937. Earinus jezoensis ingår i släktet Earinus och familjen bracksteklar. Inga underarter finns listade i Catalogue of Life.